# Балинці (Миклеуш)
Балинці (хорв. Balinci) — населений пункт у Хорватії, у Вировитицько-Подравській жупанії у складі громади Миклеуш.

## Населення
Населення за даними перепису 2011 року становило 70 осіб.
Динаміка чисельності населення поселення:

## Клімат
Середня річна температура становить 10,92 °C, середня максимальна – 24,95 °C, а середня мінімальна – -5,42 °C. Середня річна кількість опадів – 771 мм.
| Клімат поселення                              | Клімат поселення | Клімат поселення | Клімат поселення | Клімат поселення | Клімат поселення | Клімат поселення | Клімат поселення | Клімат поселення | Клімат поселення | Клімат поселення | Клімат поселення | Клімат поселення | Клімат поселення |
| Показник                                      | Січ.             | Лют.             | Бер.             | Квіт.            | Трав.            | Черв.            | Лип.             | Серп.            | Вер.             | Жовт.            | Лист.            | Груд.            |                  |
| Середній максимум, °C                         | 6,69             | 8,28             | 12,74            | 16,90            | 21,82            | 24,95            | 24,24            | 23,69            | 19,76            | 14,82            | 9,20             | 5,04             |                  |
| Середня температура, °C                       | 0,64             | 2,23             | 6,68             | 10,84            | 15,76            | 18,89            | 20,78            | 20,22            | 16,30            | 11,35            | 5,72             | 1,56             |                  |
| Середній мінімум, °C                          | −5,42            | −3,84            | 0,65             | 4,80             | 9,71             | 12,84            | 17,32            | 16,75            | 12,83            | 7,89             | 2,25             | −1,9             |                  |
| Норма опадів, мм                              | 47               | 43               | 47               | 61               | 73               | 95               | 71               | 73               | 60               | 66               | 76               | 59               |                  |
| Середньомісячна швидкість вітру, м/с          | 2.14             | 2.42             | 2.70             | 2.60             | 2.33             | 2.13             | 2.10             | 1.90             | 1.93             | 1.99             | 2.13             | 2.22             |                  |
| Середньомісячна сонячна радіація, кДж/м²·день | 4191             | 6966             | 10816            | 15237            | 19359            | 21300            | 22261            | 19980            | 14788            | 9166             | 4747             | 3542             |                  |
| --------------------------------------------- | ---------------- | ---------------- | ---------------- | ---------------- | ---------------- | ---------------- | ---------------- | ---------------- | ---------------- | ---------------- | ---------------- | ---------------- | ---------------- |
| Джерело:                                      |                  |                  |                  |                  |                  |                  |                  |                  |                  |                  |                  |                  |                  |